# Ztracený vrch
Ztracený vrch (niekiedy Jelení loučky–Z ) – szczyt (góra) o wysokości 1078 m n.p.m. (podawana jest też wysokość 1076 m n.p.m. , 1076,2 m n.p.m. , 1077 m n.p.m.  lub 1077,3 m n.p.m. ) w paśmie górskim Wysokiego Jesionika (cz. Hrubý Jeseník), w północno-wschodnich Czechach, w Sudetach Wschodnich, na Śląsku, w obrębie gminy Bělá pod Pradědem, oddalony o około 7,2 km na północ od szczytu góry Pradziad (cz. Praděd). Rozległość góry (powierzchnia stoków) szacowana jest na około 1,1 km², a średnie nachylenie wszystkich stoków wynosi około 12°.

## Charakterystyka

### Lokalizacja
Góra Ztracený vrch położona jest w północnym rejonie całego pasma Wysokiego Jesionika, leżąca w części Wysokiego Jesionika, w północno-zachodnim obszarze (mikroregionu) o nazwie Masyw Orlíka (cz. Medvědská hornatina) na ramieniu bocznym grzbietu góry Lysý vrch, ciągnącego się od góry Mrazový vrch do góry Nad Borovým, w ciągu szczytów (Mrazový vrch → Osikový vrch → Lysý vrch–J → Lysý vrch → Ztracený vrch → Zaječí hora → Šumná–JV → Šumná → Nad Borovým) oraz mająca kopulasty kształt części szczytowej. Jest górą bardzo trudno rozpoznawalną, a ponadto można ją pomylić z sąsiednią, nieco niższą górą Zaječí hora. Dostrzeżenie jej z najbliższej okolicy jest kłopotliwe z uwagi na zalesienie. Niewidoczna jest np. z przebiegającej blisko niej drogi nr 450 Bruntál – Bělá pod Pradědem. Jest szczytem słabo rozpoznawalnym m.in. z drogi okalającej połać szczytową góry Pradziad (kopuła szczytowa ledwie widoczna na prawo poniżej linii patrzenia w kierunku góry Lysý vrch), a z innego charakterystycznego punktu widokowego – z drogi okalającej szczyt góry Dlouhé stráně niewidoczny, bo przysłonięty górą Malý Jezerník. 
Górę ograniczają: od północnego zachodu mało wybitna przełęcz o nazwie Na rozhraní o wysokości 987 m n.p.m. w kierunku szczytu Zaječí hora, od północy dolina potoku o nazwie Borový potok, od wschodu przełęcz o wysokości 1056 m n.p.m. w kierunku szczytu Děrná, od południowego wschodu część doliny potoku Skalní potok, od południa przełęcz o wysokości 1001 m n.p.m. w kierunku szczytu Lysý vrch, od południowego zachodu dolina nienazwanego potoku, będącego dopływem potoku Zaječí potok oraz od zachodu część doliny potoku Zaječí potok. W otoczeniu góry znajdują się następujące szczyty: od północnego wschodu Malé Bradlo, Děrná i Děrná–S, od wschodu Jelení loučky, od południowego wschodu Zadní plošina–SZ i Mrazový vrch, od południa Osikový vrch i Lysý vrch–J, od południowego zachodu Lysý vrch, Klanke i Skalnatá, od zachodu Kamzičí skála (1) oraz od północnego zachodu Bělská stráň i Zaječí hora.   

### Stoki

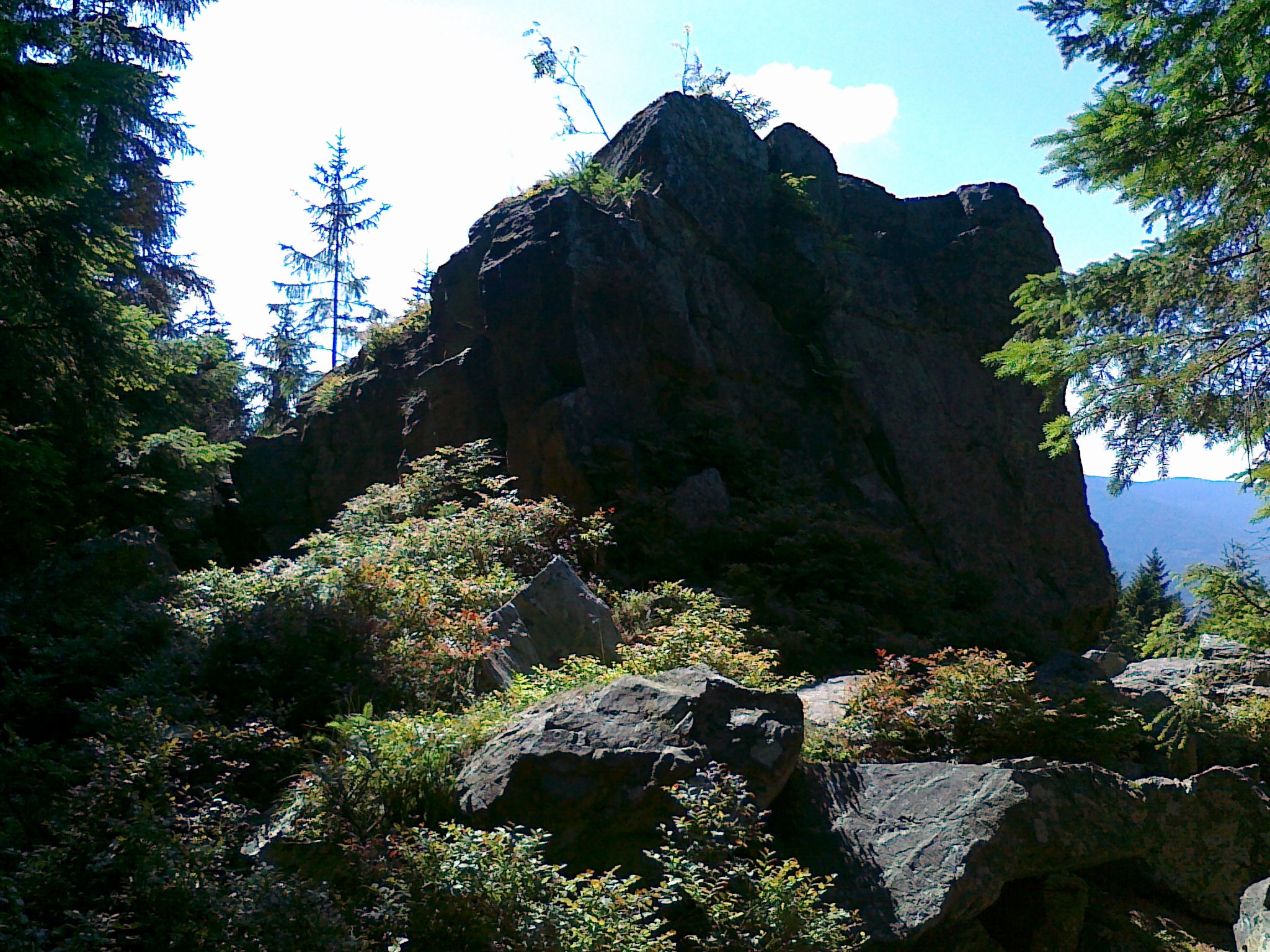
Skalisko Kamzičí skála (1) (2018 rok)

W obrębie góry można wyróżnić pięć następujących zasadniczych stoków :
- północny o nazwie V kotli
- wschodni
- południowy
- zachodni
- północno-zachodni

Występują tu wszystkie typy zalesienia: bór świerkowy, las mieszany oraz las liściasty, przy czym dominuje zdecydowanie zalesienie borem świerkowym. Na stokach północnym i zachodnim poza gęstym borem świerkowym, pojawiają się wraz z obniżaniem wysokości obszary lasu mieszanego i lasu liściastego. Na niemal wszystkich stokach występują polany i przecinki. Na stoku zachodnim, w odległości około 510 m od szczytu, na wysokości około 984 m n.p.m. znajduje się blisko skrzyżowania turystycznego o nazwie (cz. Pramen Zaječího potoka), z podaną na tablicy informacyjnej wysokością 975 m, skalisko o nazwie (cz. Kamzičí skála (1)) o wysokości 989 m n.p.m., będące punktem widokowym, z którego widoczny jest m.in. szczyt góry Zaječí hora. Dojście do niego następuje ścieżką z niebieskiego szlaku turystycznego . Ponadto na stokach brak jest innych większych pojedynczych skalisk czy grup skalnych. 
Stoki mają stosunkowo jednolite, na ogół łagodne i zróżnicowane nachylenia. Średnie nachylenie stoków waha się bowiem od 3° (stok wschodni) do 19° (stok północny). Średnie nachylenie wszystkich stoków góry (średnia ważona nachyleń stoków) wynosi około 12°. Maksymalne średnie nachylenie stoku północnego, na wysokościach około 950 m n.p.m., na odcinku 50 m nie przekracza 40°. Stoki pokryte są siecią dróg (m.in. o nazwach Černohorská cesta czy Spojená cesta) oraz na ogół nieoznakowanych ścieżek i duktów. Przemierzając je zaleca się korzystanie ze szczegółowych map, z uwagi na zawiłości ich przebiegu, zalesienie oraz zorientowanie w terenie.

### Szczyt

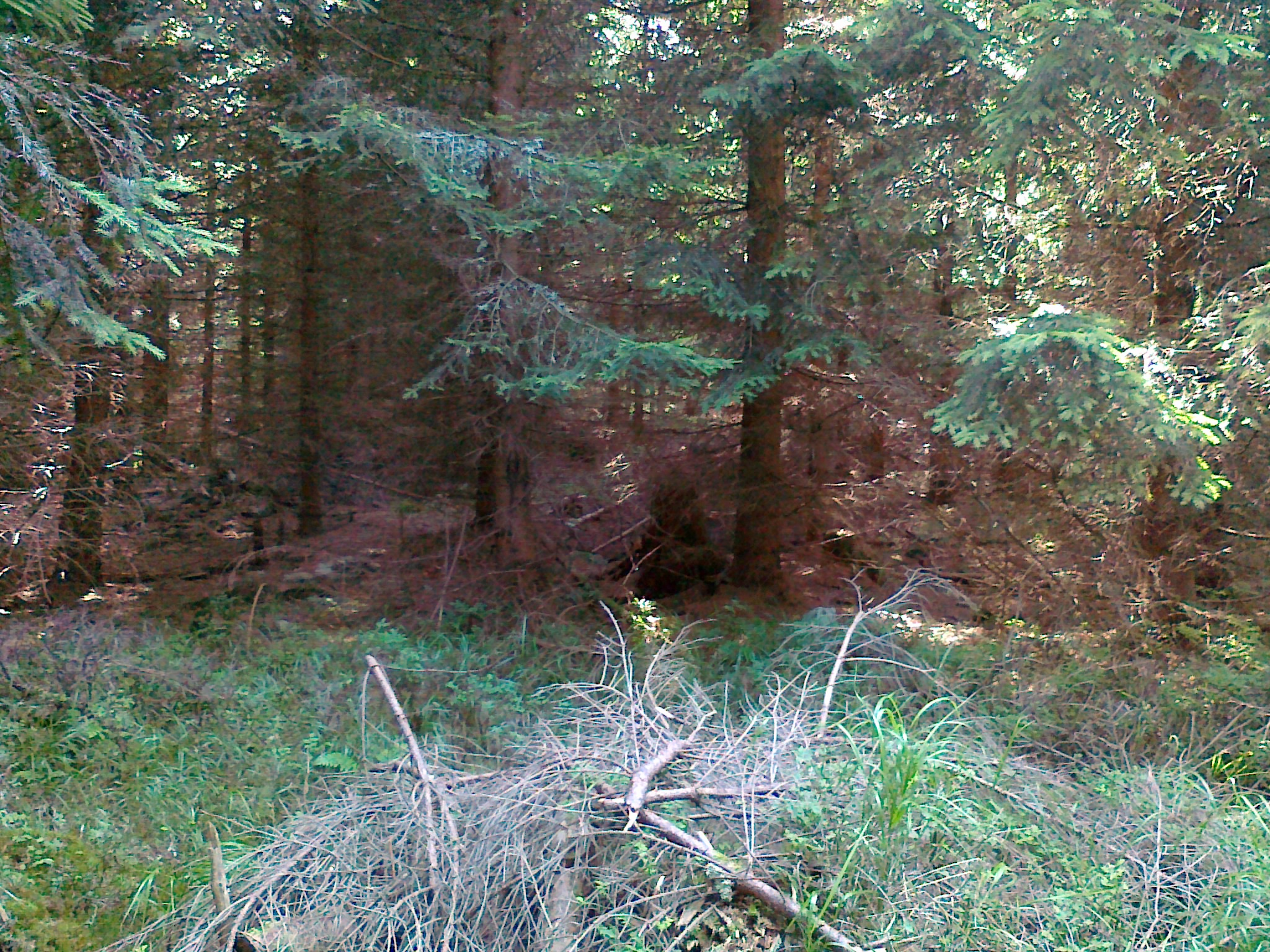
Widok ze ścieżki głównej w kierunku szczytu Ztracený vrch (2021 rok)

Ztracený vrch jest górą o pojedynczym szczycie. Na szczyt nie prowadzi żaden znakowany szlak turystyczny. Przez połać szczytową przebiega niemalże w linii prostej ścieżka główna łącząca drogę o nazwie Spojená cesta, na której wyznaczono zielony szlak rowerowy  i inną drogę na której wytyczono żółty szlak turystyczny . Szczyt znajduje się w odległości około 12 m od ścieżki głównej, w gęstym borze świerkowym. Z powodu zalesienia nie jest on punktem widokowym oraz nie ma nim punktu geodezyjnego . Państwowy urząd geodezyjny o nazwie (cz. Český úřad zeměměřický a katastrální (CÚZK)) w Pradze podaje jako najwyższy punkt góry – szczyt – o wysokości 1078,4 m n.p.m. i współrzędnych geograficznych (50°08′51,6″N 17°14′31,5″E/50,147667 17,242083). 
Dojście do szczytu następuje ścieżką główną zarówno z zielonego szlaku rowerowego  jak i żółtego szlaku turystycznego  po przejściu odcinka o długości około 400 m, po czym należy orientacyjnie skręcić i przebyć w gęstym zalesieniu boru świerkowego odcinek o długości około 10 m.  

### Geologia
Pod względem geologicznym część masywu góry Ztracený vrch należy do jednostki określanej jako warstwy vrbneńskie, a część do kopuły Desny i zbudowany jest ze skał metamorficznych, głównie: fyllitów (biotytów, chlorytów i muskowitów), łupków łyszczykowych (staurolitu, chlorytoidu, granatu, sillimanitu), gnejsów (plagioklazów), kwarcytów i blasto-mylonitów oraz skał osadowych, głównie meta-zlepieńców i aleurytów.

### Wody

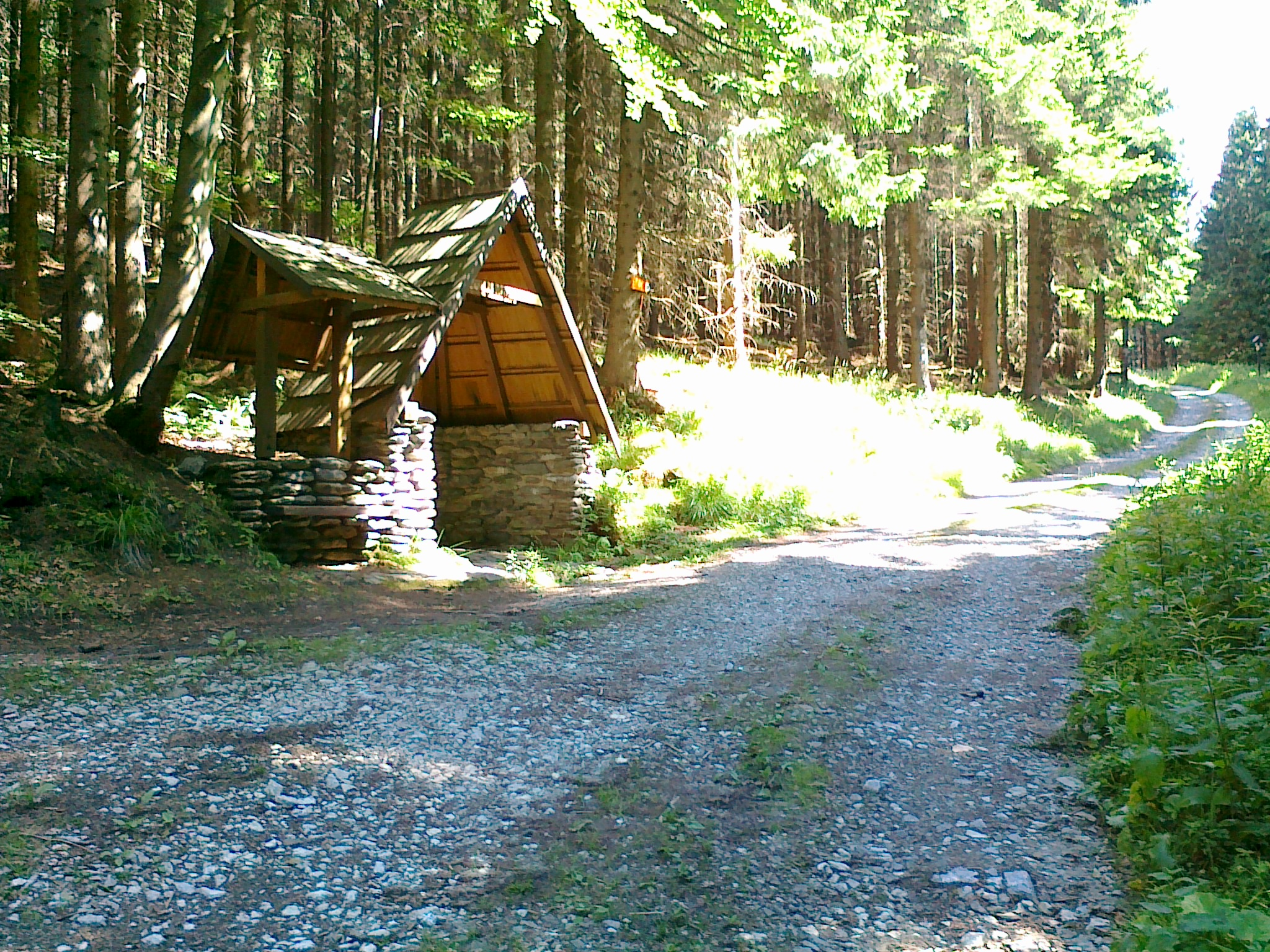
Widok na zadaszone źródło o nazwie Pramen Zaječího potoka (2018 rok)

Grzbiet główny (grzebień) góry Pradziad, biegnący od przełęczy Skřítek do przełęczy Červenohorské sedlo oraz dalej do przełęczy Ramzovskiej (cz. Ramzovské sedlo) jest częścią granicy Wielkiego Europejskiego Działu Wodnego, dzielącej zlewiska Morza Bałtyckiego i Morza Czarnego . 
Szczyt wraz ze stokami góry Ztracený vrch położony jest na północny wschód od tej granicy, należy więc do zlewni Morza Bałtyckiego, do którego płyną wody m.in. z dorzecza rzeki Odry, będącej przedłużeniem płynących z tej części Wysokiego Jesionika górskich potoków (m.in. płynących w pobliżu góry potoków Borový potok, Skalní potok czy Zaječí potok). Na stoku zachodnim bierze swój początek wspomniany wcześniej potok o nazwie Zaječí potok, a na stoku południowym Skalní potok. Przy niebieskim szlaku turystycznym  i czerwonym szlaku rowerowym , w odległości około 440 m na północny zachód od szczytu, na wysokości około 988 m n.p.m. znajduje się zabudowane i zadaszone źródło o nazwie (cz. Pramen Zaječího potoka), przy którym zbudowano niewielki schron turystyczny. Z uwagi na stosunkowo łagodne nachylenia stoków, w obrębie góry nie występują m.in. wodospady czy kaskady.

## Ochrona przyrody
Cała góra znajduje się w obrębie wydzielonego obszaru objętego ochroną o nazwie Obszar Chronionego Krajobrazu Jesioniki (cz. Chráněná krajinná oblast (CHKO) Jeseníky), a utworzonego w celu ochrony utworów skalnych, ziemnych i roślinnych oraz rzadkich gatunków zwierząt. Na stokach nie utworzono żadnych rezerwatów przyrody lub innych obiektów nazwanych pomnikami przyrody. Ponadto na obszarze góry nie wytyczono żadnych ścieżek dydaktycznych.

## Turystyka
Na górze Ztracený vrch nie ma żadnego schroniska turystycznego lub hotelu górskiego. Do najbliższej miejscowości Bělá pod Pradědem z bazą turystyczną (hotele czy pensjonaty) jest od szczytu około 3,7 km w kierunku północno-zachodnim. Nieco bliżej jest do bazy turystycznej w osadzie Bělá z położonym blisko drogi nr 450 schroniskiem turystycznym Chata Eduard, do której jest od szczytu około 2,6 km w kierunku południowo-zachodnim. Nieco dalej, bo w odległości około 3,7 km na południe od szczytu położony jest parking na przełęczy Videlské sedlo, gdzie przechodzi żółty szlak turystyczny  i zielony szlak rowerowy . Ponadto jest od szczytu około 5,1 km w kierunku północno-zachodnim do osady Filipovice, z hotelem Stará pošta oraz około 5 km w kierunku południowo-wschodnim jest od szczytu do osady Vidly z górskim hotelem Vidly.
Kluczowym punktem turystycznym jest oddalone o około 520 m na południowy zachód od szczytu skrzyżowanie turystyczne o nazwie (cz. Lysý vrch (rozc.)) z podaną na tablicy informacyjnej wysokością 1001 m, ze stojącą tam wiatą turystyczną, przez które przechodzą oba szlaki turystyczne, jeden ze szlaków rowerowych oraz trasy narciarstwa biegowego.

### Szlaki turystyczne
Klub Czeskich Turystów (cz. Klub Českých Turistů) wytyczył dwa szlaki turystyczne na trasach:
 Bělá pod Pradědem – góra Nad Borovým – góra Zaječí hora – góra Ztracený vrch – góra Lysý vrch – szczyt Klanke – góra Velký Klín – rezerwat przyrody Vysoký vodopád – wodospad Vysoký vodopád – góra Malý Děd – schronisko Švýcárna – dolina potoku Środkowa Opawa – Vidly – Bílý Potok – Hutě
 Rejvíz – narodowy rezerwat przyrody Rejvíz – góra Přední Jestřábí – góra Přední Jestřábí–JZ – szczyt Kazatelny–SV  – szczyt Kazatelny – przełęcz Kristovo loučení – góra Medvědí louka – góra Ostruha–JV – góra Jelení loučky – góra Děrná – góra Ztracený vrch – góra Lysý vrch – góra Osikový vrch – przełęcz Videlské sedlo – góra Malý Děd – schronisko Švýcárna

### Szlaki rowerowe i trasy narciarskie
W obrębie góry wyznaczono dwa szlaki rowerowe na trasach:
 Videlské sedlo – góra Osikový vrch – góra Lysý vrch – góra Ztracený vrch – góra Děrná – Ostruha–JV – góra Ostruha – przełęcz Kristovo loučení – przełęcz Prameny Opavice – góra Příčný vrch – góra Lysý vrch – Zlaté Hory
 Spojená cesta – góra Ztracený vrch – góra Zaječí hora – Šumná–JV – góra Šumná – góra Nad Borovým – dolina potoku Borový potok – Bělá pod Pradědem – góra Žalostná – góra Šumný – przełęcz Sedlo pod Keprníkem – góra Šerák – Mračná hora – góra Černava – Ostružná – Petříkov
W okresach ośnieżenia można skorzystać z wytyczonych przez górę wzdłuż szlaków rowerowych i żółtego szlaku turystycznego  tras narciarstwa biegowego. W obrębie góry nie poprowadzono żadnej trasy narciarstwa zjazdowego.